# Mediodactylus stevenandersoni
Espèce
Synonymes
- Carinatogecko stevenandersoni Torki, 2011

Mediodactylus stevenandersoni est une espèce de geckos de la famille des Gekkonidae.

## Répartition
Cette espèce est endémique du Lorestan en Iran.

## Étymologie
Cette espèce est nommée en l'honneur de Steven Clement Anderson.

## Publication originale
- Torki, 2011 : Description of a new species of Carinatogecko (Squamata: Gekkonidae) from Iran. Salamandra, vol. 47, n. 2, p. 63-70 (texte intégral).